# Gustav Havemann
Gustav Havemann, född 15 mars 1882 i Güstrow, död 2 januari 1960 i Schöneiche bei Berlin, var en tysk violinist.

## Liv och verksamhet
Gustav Havemann var elev till Ernst Markees och Joseph Joachim. 1905 blev han konsertmästare i Darmstadt, 1911 professor vid Leipzigkonservatoriet, 1915 konsertmästare vid operan i Dresden, och därefter professor vid högskolan i Berlin. Havemann var en framgångsrik virtuos, som särskilt ägnade sig åt den nya musiken. 
1925 var han medlem i den vänsterradikala konstnärsföreningen Novembergruppe. 1932 gick han med i NSDAP. 
Som ledare och försteviolinist drev han tillsammans med en andreviolinist, en violia och en violoncell Havemannkvartetten. Med sina turnéer försökte kvartetten göra den moderna kammarmusiken gällande.
I augusti 1934 publicerades ett upprop formulerat av Joseph Goebbels i NSDAP:s partiorgan Völkischer Beobachter. I korthet handlade detta om att offentligt visa Führern sin trohet. Det var undertecknat av namnkunniga författare, bildkonstnärer, konsthistoriker, arkitekter, skådespelare, musiker och tonsättare. Bland dem fanns Gustav Havemann.
Mellan 1933 och 1935 var Havemann ledare för Reichsmusikerschaft, riksorganisationen för musiker inom den likriktande Reichskulturkammer, men avsattes 1935 av Goebbels sedan han tagit ställning för Paul Hindemith som tonsättare, då uruppförandet av dennes opera Mathis der Maler hade förbjudits av de nazistiska myndigheterna.
Efter andra världskriget undervisade han i Cottbus och Östberlin.

## Skrifter
- Was ein Geiger wissen muss (1921)
- Die Violintechnik bis zur Vollendung (1928)